# کلش (نمین)
گلشن یا کلش روستایی است که در استان اردبیل، شهرستان نمین، بخش عنبران، دهستان مین‌آباد قرار دارد.
این روستا را میتوان یک روستای تاریخی در نظر گرفت. وجود قبرستان هایی با قدمت بالاتر از هزار سال و داستان هایی که سینه به سینه بین مردم روستا منتقل شده گوای این مطلب است.
مکان قبلی روستا حدود ۳ کیلومتر بالاتر از نقطه ی فعلی و تقریبا نزدیک خط مرزی امروزی قرار داشت.

## زبان
مردم این روستا به زبان تالشی صحبت می کنند.
زبان تالشی که مردم با آن تکلم میکنند گویش شمالی آن است که در جنوب کشور آذربایجان مانند شهر های لنکران و لریک نیز رواج دارد و با گونه ایرانی آن که در شهر هایی مانند تالش و اسالم تکلم میشود تا حدودی متفاوت است.

## جمعیت
بر اساس سرشماری سال ۱۳۸۵ جمعیت این روستا ۷۴۴ نفر با ۲۲۴ خانوار بوده‌است.
در فصول گرم سال مثل تابستان جمعیت روستا تا ۱۰۰۰ نفر نیز میرسد.

## مکان های دیدنی
محوطه کاناکلش و آرامگاه پیر جماعت
درخت مقدس هوله دو
قبرستان های متعدد با قدمت بیش از هزار سال

## طبیعت
این روستا دارای چشمه های آب فراوان است.
هر چه در این روستا به سمت شمال و غرب (خط مرزی) پیش برویم با طبیعت بکرتر و چشم انداز های حیرت انگیزی رو به رو میشویم.